# Mausolée ducal d'Oldenbourg
Le mausolée ducal (Herzogliche Mausoleum) est un lieu de sépulture réservé depuis 1786 aux chefs de la branche allemande de la maison d'Oldenbourg situé à Oldenbourg en Allemagne, au cimetière Sainte-Gertrude (de) de cette ville de Basse-Saxe.

## Histoire
Lorsque la duchesse Frédérique, épouse du régent Pierre de Holstein-Gottorp (futur Pierre Ier), meurt en novembre 1785, en donnant naissance à son troisième enfant, la sépulture des ducs d'Oldenbourg, qui se trouve à l'église Saint-Lambert d'Oldenbourg (de), n'a plus de place; ainsi le veuf fait construire ce mausolée . Il fait appel à Johann Heinrich Gottlieb Becker (1747-1818), auteur du château de Rastede (de), résidence d'été des ducs. L'emplacement choisi se trouve dans la partie Nord-Est du cimetière Sainte-Gertrude, nouveau cimetière installé près de la tour de la ville. Les travaux commencent en mars 1786. Le duc participe également au plan de l'architecte.
Lorsque la partie Ouest du mausolée est terminée, la dépouille de la duchesse Frédérique est transférée ici de la chapelle du château d'Eutin en 1790. Son époux Pierre Ier l'y rejoint en 1829. Par la suite, le mausolée accueille les souverains d'Oldenbourg et leurs descendants. Le mausolée est restauré en 2012-2013,,,. Le public a eu l'occasion d'accéder au mausolée après restauration en novembre 2013; celui-ci n'est habituellement jamais accessible au public.

## Architecture

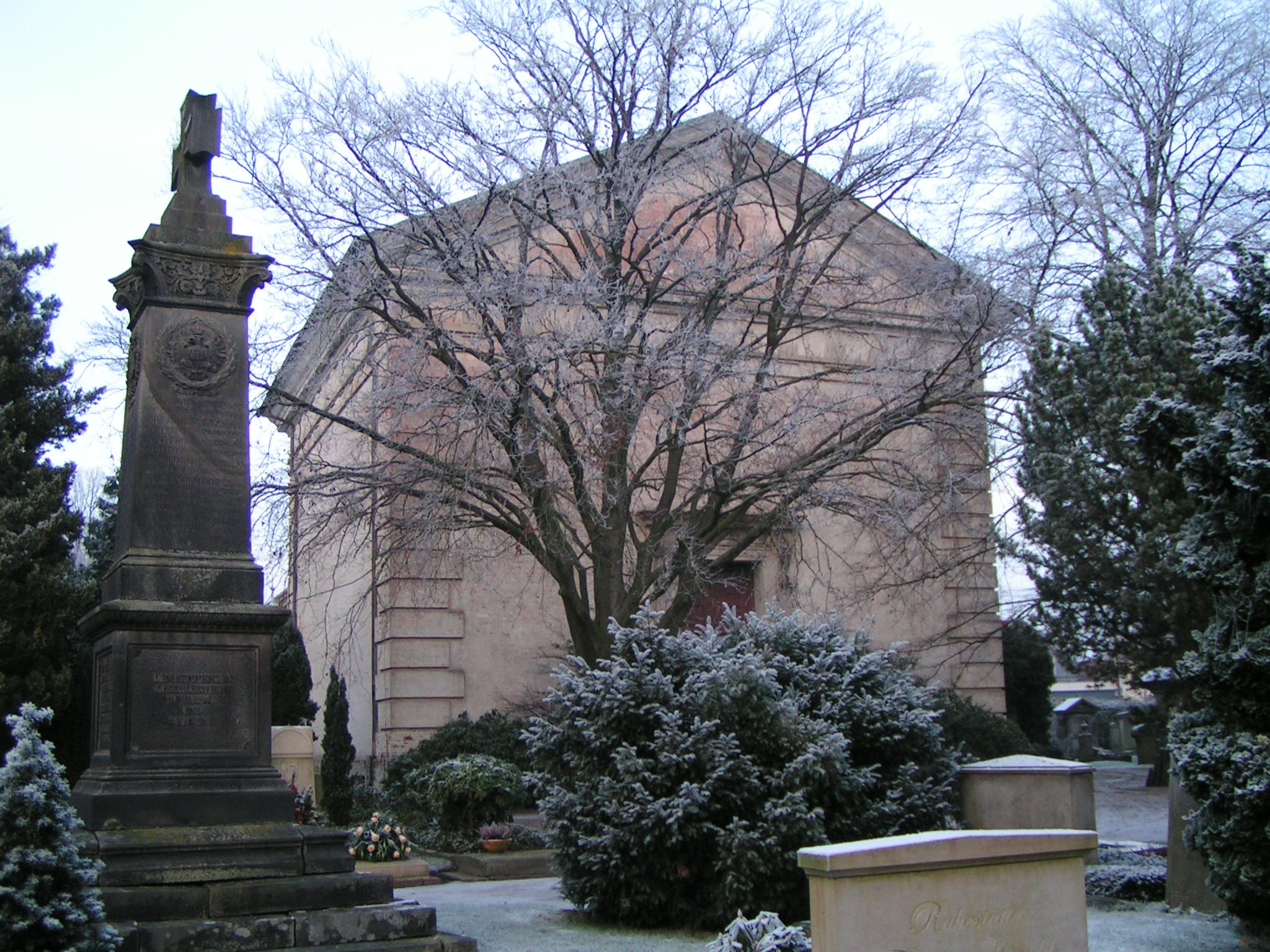
Vue en hiver.

Le duc a également participé à la construction du mausolée et est intervenu à plusieurs reprises de manière décisive dans les plans de l'architecte. Alors que les créations de Becker étaient encore basées sur le langage du baroque tardif et par exemple prévoyait un bâtiment avec une lanterne et un blason baroque dans le pignon, le duc préférait un classicisme sans fioritures dont le langage clair et sublime de la forme correspondait à son image de souverain éclairé. Ce mausolée est le premier édifice de ce style construit à Oldenbourg, et sert de modèle à d'autres édifices de la ville.
La salle presque carrée du mausolée, qui repose sur un soubassement, est couverte d'un toit plat à pignon. À l'extérieur, il est orné d'une frise de triglyphes. L'intérieur est enjambé par une voûte décorée de champs à caissons fortement profilés et de stuc dans les écoinçons. L'incidence de la lumière d'en haut est rendue possible par un dôme pesant environ une tonne, qui est équipé d'un verre gravé très fin. Trois niches sont encastrées dans le mur Nord de l'intérieur, l'ensemble en grès du milieu est dédié à la mémoire de la duchesse Frédérique. En 1824  et en 1831, deux sculptures de marbre de Johann Heinrich Dannecker sont installées à l'intérieur. L'inscription gravée sur le monument en marbre du couple ducal dit à propos du bâtisseur, le duc Pierre Ier : « Être le père de la patrie était sa plus haute vocation. » Le passage vers la crypte au sous-sol était initialement situé directement sous le dôme de verre, mais il a été déplacé à son emplacement actuel en 1895.
Le mausolée est inscrit à la liste des monuments historiques d'importance nationale.

## Personnalités inhumées
On y trouve les sépultures des personnalités suivantes :
- Duchesse Frédérique (1765-1785) – Épouse de Pierre Ier
- Princesse Adélaïde (1800-1820) –  1re épouse du grand-duc Auguste Ier
- Princesse Ida (1804-1828) –  2e épouse du grand-duc Auguste Ier
- Duc Pierre Ier (1755-1829) –  Fils du prince Georges-Louis de Holstein-Gottorp
- Amélie de Suède (1805-1853) –  Fille du roi Gustave IV Adolphe et Frédérique de Bade
- Grande-duchesse Cécile (1807-1844) –  3e épouse du grand-duc Auguste Ier
- Grand-duc Auguste Ier (1783-1853) –  Fils du duc Pierre Ier et Frédérique de Wurtemberg
- Princesse Élisabeth (1857-1895)  –  1re épouse du grand-duc Frédéric-Auguste II
- Grand-duc Pierre II (1827-1900)	–  Fils du grand-duc Auguste Ier et de la princesse Ida d'Anhalt-Bernbourg-Schaumbourg-Hoym
- Grande-duchesse Élisabeth (1826–1896) –  Épouse du grand-duc Pierre II
- Grand-duc Frédéric-Auguste II (1852-1931)	–  Fils du grand-duc Pierre II et de la grande-duchesse Élisabeth
- Princesse Rixa (1924-1939)	 –  Fille de Nicolas d'Oldenbourg et de sa 1re épouse née princesse Hélène de Waldeck-Pyrmont
- Grande-duchesse Élisabeth (1869-1955) –  2de épouse du grand-duc Frédéric-Auguste II
- Nicolas d'Oldenbourg	(1897-1970)	 –  Fils du grand-duc Frédéric-Auguste II et de la grande-duchesse Élisabeth née princesse de Mecklembourg-Schwerin
- Altburg d'Oldenbourg (1903-2001) –  Fille du grand-duc Frédéric-Auguste II et de la grande-duchesse Élisabeth née princesse de Mecklembourg-Schwerin
- Antoine-Gunther d'Oldenbourg (Anton Günther von Oldenburg) (1923-2014) –  Fils de	Nicolas d'Oldenbourg et de sa 1re épouse née princesse Hélène de Waldeck-Pyrmont
- Donata, née Castell-Rüdenhausen (1950-2015) –  2de épouse de Frédéric-Auguste d'Oldenbourg (1936-2017)
- Ameli, née princesse von Löwenstein-Wertheim-Freudenberg (1923-2016)–  Épouse du duc Antoine-Gunther d'Oldenbourg
- Frédéric-Auguste d'Oldenbourg (Friedrich August von Oldenburg, 1936-2017) –  Fils de Nicolas d'Oldenbourg	et de sa première épouse Hélène

## Bibliographie

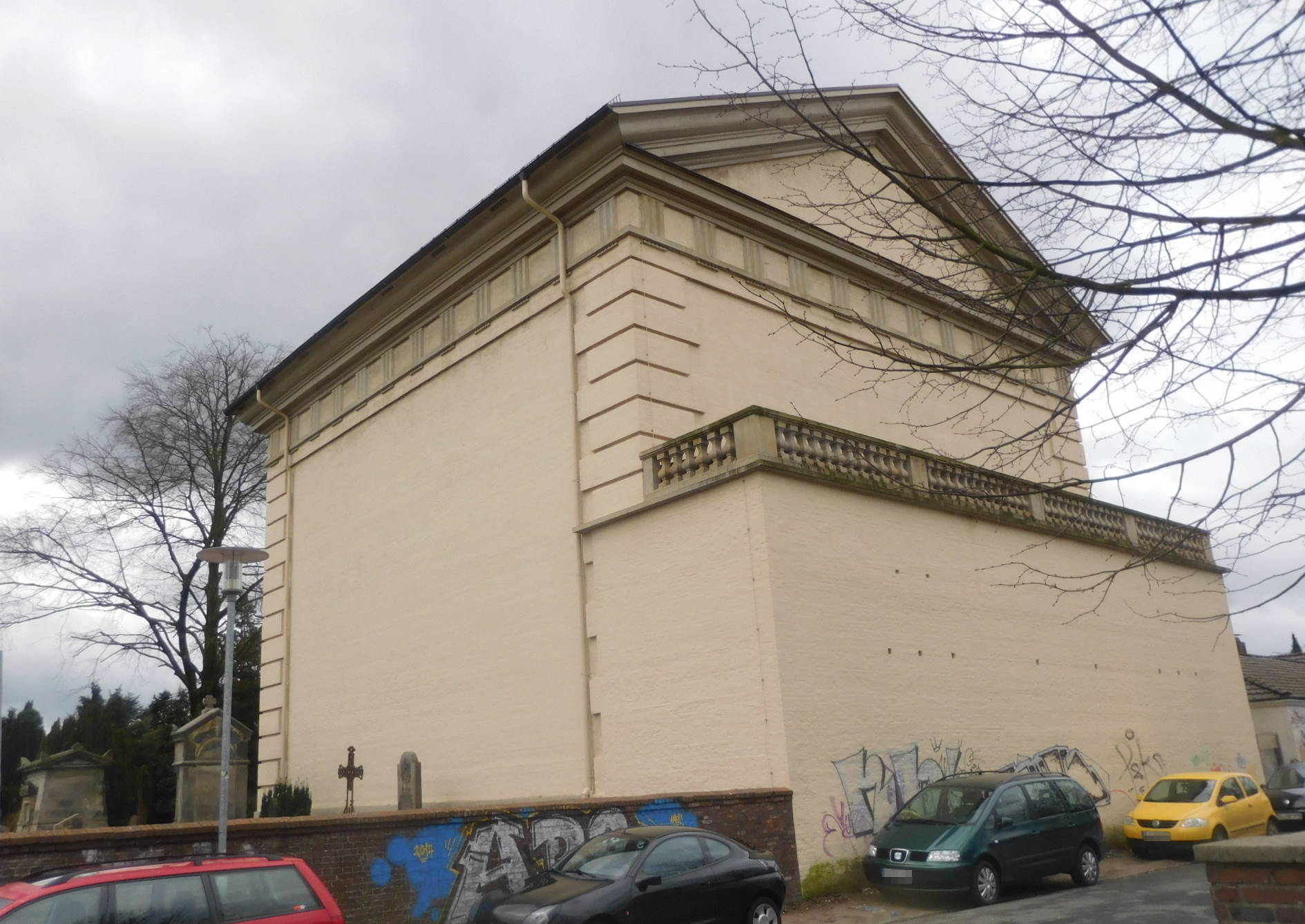
Arrière du mausolée.